# Чаплина, Вера Васильевна
Ве́ра Васи́льевна Ча́плина (24 апреля [7 мая] 1908, Москва — 19 декабря 1994, Москва) — детская писательница-анималист, жизнь и творчество которой непосредственно связаны с Московским зоопарком.

## Биография
Родилась 24 апреля (7 мая) 1908 года в Москве, на Большой Дмитровке в потомственной дворянской семье в доме деда, крупного инженера-теплотехника профессора Владимира Михайловича Чаплина (мецената и воспитателя архитектора Константина Мельникова). Мать, Лидия Владимировна Чаплина, окончила Московскую консерваторию, отец, Василий Михайлович Кутырин, — юрист. После революции 1917 года в хаосе Гражданской войны 10-летняя Вера потерялась и, как беспризорница, оказалась в детском доме в Ташкенте.
«Только любовь к животным помогла мне пережить это первое большое горе, — вспоминала впоследствии писательница. — Даже находясь в детском доме, я ухитрялась держать щенят, котят и птенцов… Днем я выносила своих питомцев в огромный сад около дома, а на ночь тащила их в спальню и прятала кого в тумбочку, кого под кровать, а кого себе под одеяло. Иногда кто-нибудь из воспитателей обнаруживал моих питомцев, и мне здорово попадало». Любовь к животным и ответственность за жизни своих «меньших братьев» воспитали в маленькой девочке решительность и умение преодолевать трудности. Эти черты характера и определили её жизненный и творческий путь.

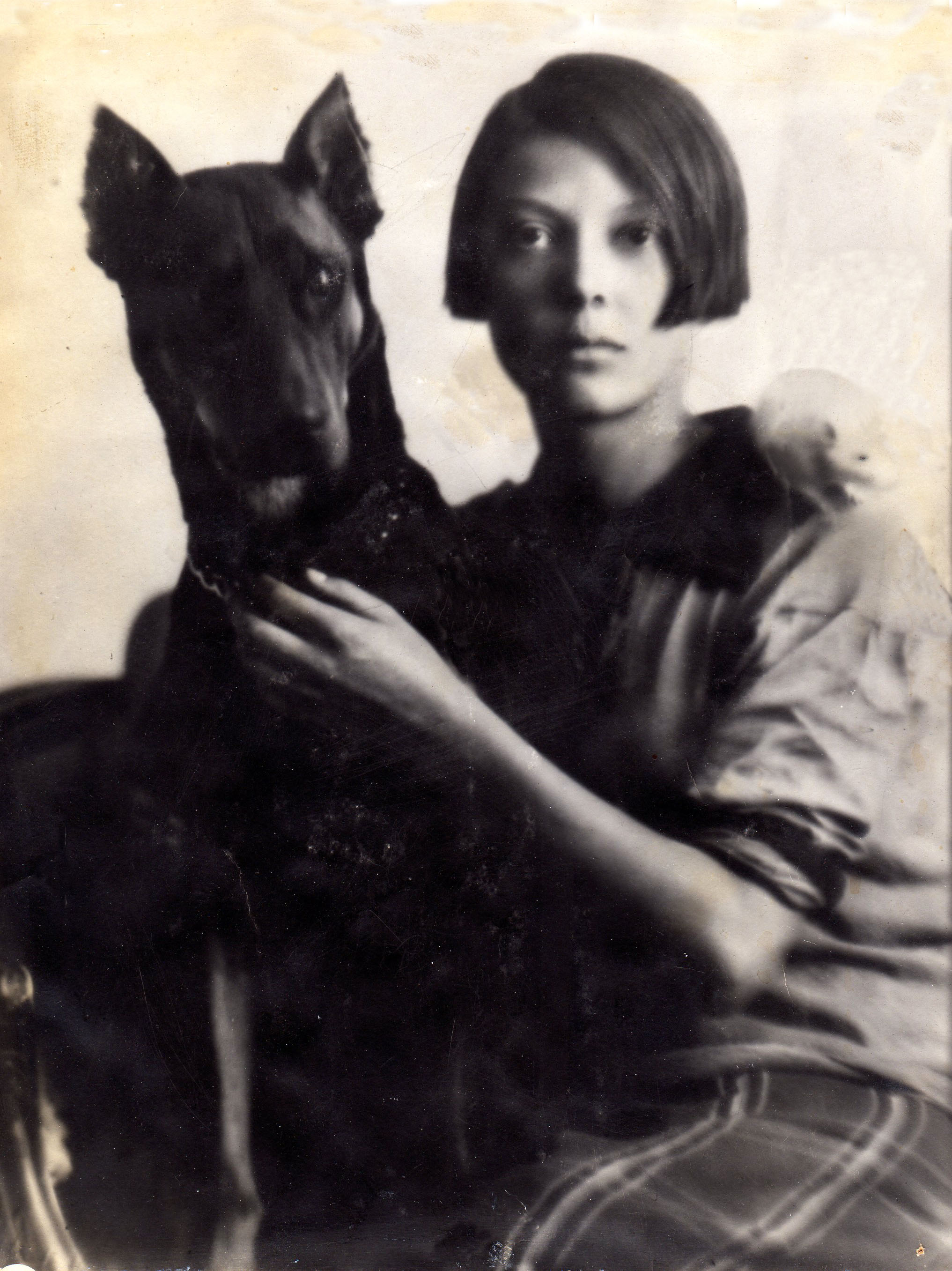
Вера Чаплина с доберман-пинчером Реди и белой крысой на плече. Москва, 1926

Матери удалось разыскать Веру, и в 1923 году они возвратились в Москву. Вскоре 15-летняя девушка стала ходить в зоопарк и поступила в кружок юных биологов (КЮБЗ), которым руководил профессор П. А. Мантейфель. Будущая писательница не только выкармливала соской звериных детенышей и заботилась о них, она наблюдала за животными, вела научную работу, стремилась к тому, чтобы звери не особенно чувствовали, что они в неволе.
В 25 лет Вера Чаплина становится одним из новаторов Московского зоопарка. Она навсегда останется в его истории как инициатор и руководитель созданной в 1933 году площадки, где «не только воспитывался здоровый и крепкий молодняк, но и было сделано так, чтобы разные животные мирно уживались друг с другом». Этот эксперимент вызвал небывалый интерес зрителей, и площадка молодняка на многие годы стала одной из «визитных карточек» Московского зоопарка.
Тогда же в журнале «Юный натуралист» появились первые небольшие рассказы Веры Чаплиной, и сразу после этих публикаций издательство «Детгиз» заключает с ней договор на книгу о площадке молодняка. Большую помощь в работе над этой книгой оказал ей в порядке шефской помощи писатель Всеволод Лебедев. «Малыши с зелёной площадки» в 1935 году были опубликованы и имели успех, но молодая писательница оценила книгу критически, существенно переработав её текст для нового сборника рассказов, а в последующие издания не включала его вовсе. Как и для многих авторов, определяющей для Чаплиной стала её вторая книга — «Мои воспитанники» (1937). И действительно, вошедшие в неё рассказы, среди которых «Арго», «Лоська», «Тюлька», не только обнаружили собственный стиль писательницы, но и стали одними из лучших в её творчестве. А история про львицу Кинули, воспитанную в городской коммунальной квартире, кроме того получилась настоящим бестселлером, ожидаемым читателями ещё до своей публикации.

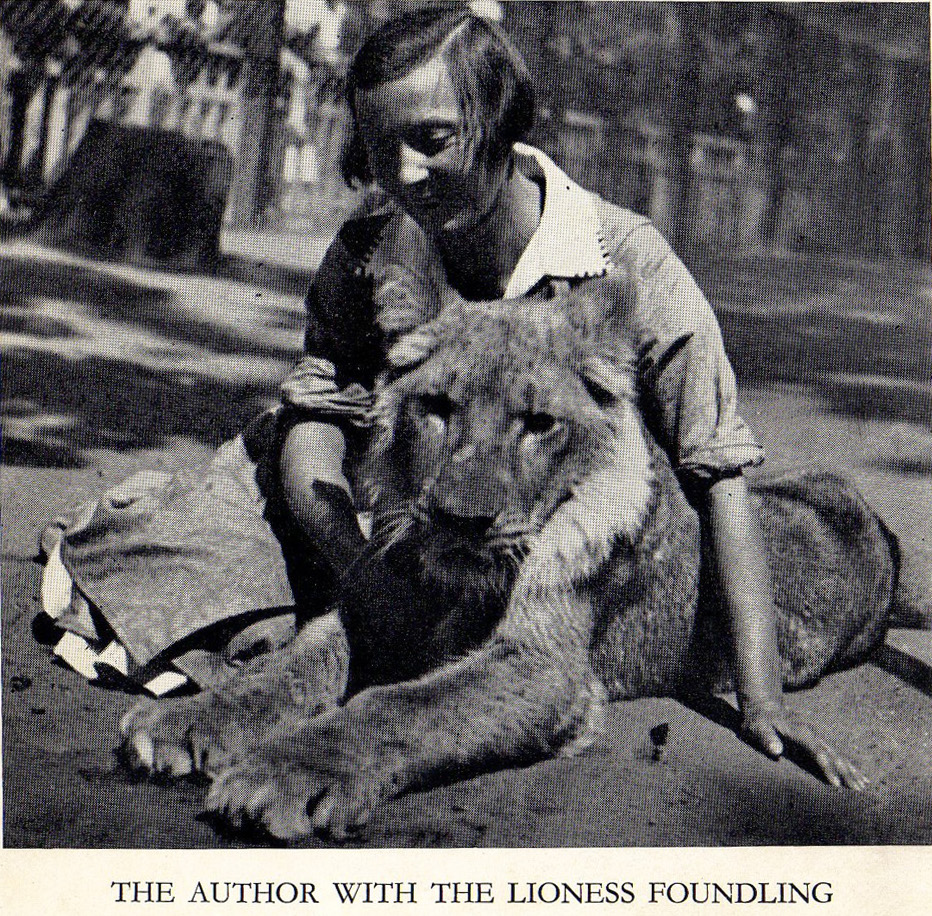
Вера Чаплина с львицей Кинули на площадке молодняка Московского зоопарка. Лето 1936 г. Фото из книги: Vera Chaplina. My animal friends (1939) London

События, описанные в этой повести, начались весной 1935 года и уже осенью были широко известны не только в Москве, но и далеко за её пределами благодаря многочисленным газетным заметкам и репортажам в киножурналах. На Чаплину буквально обрушился поток писем от незнакомых детей и взрослых из разных городов страны. Причем большинство из них, не зная её точного адреса, надписывали конверты просто: «Московский зоопарк, Кинули Чаплиной». Вскоре известность становится международной: в декабре американская «The Christian Science Monitor» публикует большую статью о Вере Чаплиной, Кинули и площадке молодняка; в июне 1938 г. материал о Чаплиной и площадке молодняка печатает английская «The Manchester Guardian»; в марте 1939 г. статья Чаплиной «Мой друг Кинули — львица, которую я воспитала…» выходит на первой полосе парижской газеты «Ce Soir». С Чаплиной заключают договор об издании произведений за границей, и в 1939 году в Лондоне выходит книга её рассказов «My animal friends», в издательстве George Routledge & Sons Ltd..
Вера Чаплина принимала участие в первой студийной записи Московского телецентра: «…Первая студийная передача состоялась 4 апреля 1938 года. В программе, продолжавшейся более двух часов, выступили артисты И. Ильинский, А. Редель, М. Хрусталев, шахматисты Н. Рюмин и В. Алаторцев и др. Зрители увидели также звуковой кинофильм „Кинули“ (о воспитании львёнка) и питомцев сотрудницы Московского зоопарка В. Чаплиной: сову, белку, собаку динго и волка, которых она привезла в студию…».

Удостоверение о награждении Веры Чаплиной-Михайловой нагрудным знаком «Отличник городского хозяйства Москвы» (1944)

В 1937 году её назначили заведующей секцией хищников. В мае 1941 года Вере Чаплиной объявляют благодарность «как лучшей ударнице Московского зоопарка». В начале Великой Отечественной войны Чаплину вместе с частью особо ценных животных направляют в эвакуацию на Урал, в Свердловский зоопарк (Уралзоопарк). «Не хватало кормов, приходилось прилагать громадные усилия, чтобы накормить, спасти их, — рассказывала годы спустя писательница. — Все без исключения сотрудники зоопарка самоотверженно боролись за жизнь наших питомцев. Мы делились последним с детьми и …зверями». В тяжелейших условиях войны Чаплина проявляет себя умелым и решительным организатором: летом 1942 года её назначают заместителем директора (зав. зоочастью) Уралзоопарка, а весной 1943 года возвращают в Москву и назначают директором производственных предприятий Московского зоопарка. В марте 1944 года Исполком Моссовета награждает Веру Чаплину нагрудным знаком «Отличник городского хозяйства Москвы».
Более 20 лет отдала Вера Чаплина Московскому зоопарку, а в 1946 году перешла на постоянную литературную работу. В 1947 году выходит её новый сборник «Четвероногие друзья», в котором помимо переработанного текста «Кинули» впервые появились такие рассказы, как «Фомка — белый медвежонок», «Волчья воспитанница», «Куцый», «Шанго» и другие. «Четвероногие друзья» имели необычайный успех: уже через несколько лет они были переизданы не только в Москве, но и в Варшаве, Праге, Братиславе, Софии, Берлине. А когда в 1950 году Чаплина вступала в СП СССР, то рекомендовавшие её Самуил Маршак и Лев Кассиль недоумевали, почему это не произошло гораздо раньше.
Литературным соавтором Веры Чаплиной с конца 1940-х годов стал писатель-натуралист Георгий Скребицкий. В соавторстве они создают сценарии к мультфильмам «Лесные путешественники» (1951) и «В лесной чаще» (1954). После совместной поездки в Западную Белоруссию публикуют книгу очерков о Беловежской пуще (1949). И всё же главным писательским материалом для Чаплиной продолжает быть жизнь Московского зоопарка. В 1955 году она выпускает сборник рассказов «Питомцы зоопарка» (окончательно завершён в 1965 году). Среди героев рассказов Чаплиной такие знаменитые животные Московского зоопарка, как волк Арго, тигры Раджи и Сиротка, медведи Борец и Марьям, кондор Кузя, слон Шанго и другие.
Произведения писательницы иллюстрировали такие мастера книжной графики, как Дмитрий Горлов, Георгий Никольский, Алексей Комаров, Вадим Трофимов, Евгений Чарушин, Вениамин Белышев, Евгений Рачёв, Владимир Конашевич. Кроме того, с Чаплиной работали и многие известные фотографы, среди них — Марк Марков-Гринберг, Эммануил Евзерихин, Самарий Гурарий, Анатолий Анжанов, Виктор Ахломов.
В 1950—1960-х годах с героями произведений Веры Чаплиной, помимо читателей социалистических стран, знакомятся во Франции, Японии, Израиле, Португалии, США, и её книги, одни из немногих в то время, широко представляют за рубежом образ советской детской литературы. Это весьма примечательно, ибо как раз советская идеология в них совершенно отсутствовала. Впрочем, данное обстоятельство не мешало «Издательству литературы на иностранных языках», расширяя круг своих иностранных читателей, публиковать «Четвероногих друзей» и «Питомцев зоопарка» на английском, немецком, испанском, арабском, корейском, хинди, бенгали, урду и других языках.
В 1961 году в засекреченном докладе ЦРУ о советском книгоиздательстве на иностранных языках в разделе «Книги для детей» издания Веры Чаплиной и Виталия Бианки были упомянуты как примеры непрямой пропаганды «в рамках долгосрочного плана по формированию спроса на советские книги и симпатии к ним, а также чтобы продемонстрировать, что в СССР разделяют общечеловеческие интересы». При этом в 1966 и 1971 гг. Бюллетень Центра детской книги Высшей библиотечной школы Чикагского университета дважды присваивал высшую категорию — «рекомендовано» — книгам Чаплиной, изданным в США: «Kinuli» (1965) и «True stories from the Moscow Zoo» (1970).
Писательница умерла 19 декабря 1994 года. Похоронена в Москве на Ваганьковском кладбище (8 уч.).

## Семья (в жизни и в произведениях)
После развода родителей (1924) в членских билетах, справках и многих других документах по собственной инициативе Веры она именуется Чаплиной, по фамилии матери. Вся её трудовая и творческая биография (в зоопарке и в литературе) сложилась под этой фамилией, которая в первой половине 1930-х стала её творческим псевдонимом; после замужества (1928) в ряде документов фигурировала и двойная фамилия: Чаплина-Михайлова.
Так как многие рассказы Чаплиной имели автобиографический характер, в ряде из них персонажами становились и члены её семьи: брат Вася — Василий Васильевич Кутырин (1907—1942; «Кинули»), муж Шура — Александр Прохорович Михайлов (1902—1972; «Кинули», «Мухтар»), сын Толя — Анатолий Александрович Михайлов (1929—2019; «Кинули», «Ная-выдрёнок»), дочь Люда — Людмила Александровна Михайлова (1937—1982; «Тапочка», «Волчья воспитанница», «Мушка», «Как хорошо!»), внучка Марина (1958—2020; «Жаворонок», «Хромка», «Мухтар», «Как хорошо!», «Розалинда», «Жители маленького прудика»).

## Память

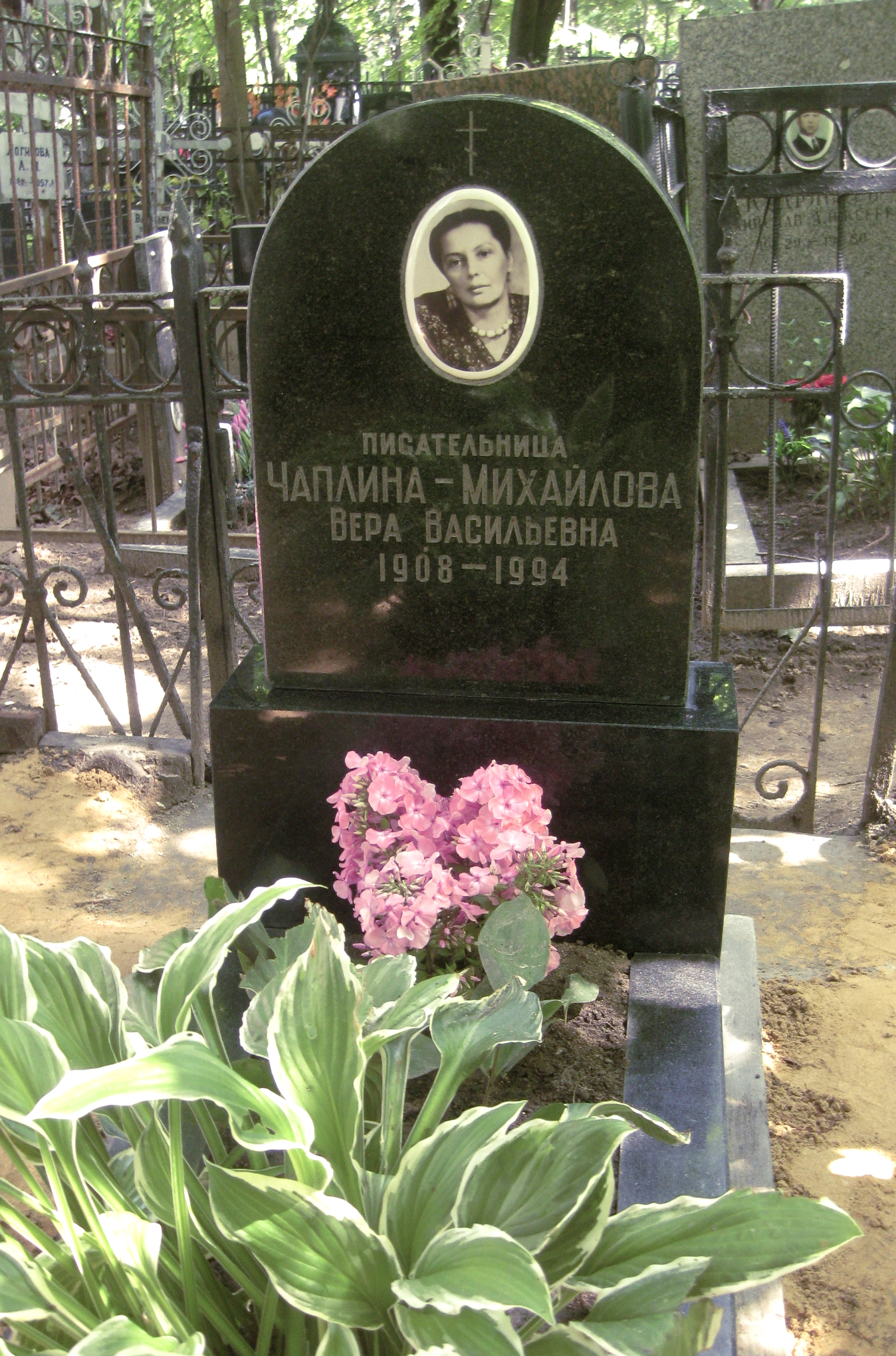
Могила на Ваганьковском кладбище

В 2014 г. в Российском государственном архиве литературы и искусства образован фонд № 3460: «Чаплина Вера Васильевна (1908—1994) — писатель».
В 2015 г. зоологические материалы из архива Веры Чаплиной поступили в собрание Государственного Дарвиновского музея.
В 2017 г. в Омске открыта детская библиотека имени Веры Чаплиной.
В 2024—2025 гг. материалы архива Веры Чаплиной поступили в собрания музея и научной библиотеки Московского зоопарка.
В 2025 г. фотоматериалы архива писательницы переданы в коллекцию МАММ (Московского дома фотографии).

## Основные произведения[38]
- «Малыши с зелёной площадки» — сборник рассказов (1935)
- «Кинули» — повесть (1937, окончательная редакция 1955)
- «Мои воспитанники» — сборник рассказов (1937)
- «Четвероногие друзья» — сборник рассказов (1947)
- «В Беловежской пуще» — книга очерков (в соавторстве с Георгием Скребицким (1949)
- «Орлик» — сборник рассказов (1954)
- «Питомцы зоопарка» — цикл рассказов (1955, окончательная версия — 1965)
- «Друг чабана» — сборник рассказов (1961)
- «Несносный питомец» — сборник рассказов (1963)
- «Крылатый будильник» — сборник рассказов (1966)
- «Случайные встречи» — сборник рассказов (1976)

## Переводы на иностранные языки
Произведения Веры Чаплиной многократно переводились на языки народов мира. Большой успех имел её послевоенный сборник «Четвероногие друзья», только в 1949—1950 годах переведённый на немецкий, белорусский, венгерский, польский, болгарский, чешский и словацкий языки. Особенно популярны книги Чаплиной были у немецких читателей: берлинское детское издательство «Der Kinderbuchverlag» свыше десяти раз переиздавало «Четвероногих друзей» (после 1955 г. дополненное рассказами из сборника «Питомцы зоопарка»), а с учётом изданий 1970-х и 1980-х гг. оно выпустило в переводе на немецкий язык практически все основные произведения Чаплиной. В 1956 году по инициативе и в переводе французской писательницы и переводчика Мари Лаи-Ольбек парижское издательство «Les Éditions La Farandole» выпускает сборник рассказов Веры Чаплиной «Mes amis à quatre pattes». В том же году в Токио выходит двухтомное издание «Питомцев зоопарка» с предисловием директора УЭНО-зоопарка Тадамити Кога (издательство «Hakuyosha»).
В 1965 году повесть «Кинули» публикуется в Нью-Йорке издательством «Henry Z. Walck, Inc» в переводе Айви Литвиновой, которая не стала искать соответствия необычному имени львицы в английском языке, в отличие от Стивена Гэрри, переводчика лондонского издания 1939 г., давшего Кинули не вполне точное имя «Foundling» — «Найдёныш». Не нашли английского аналога имени Кинули и переводчики другой американской книги Чаплиной, «True Stories from the Moscow Zoo» («Рассказы из Московского зоопарка»), выпущенной в 1970 г. издательством «Prentice-Hall, Inc», Englewood Cliffs, Нью-Джерси. Одна из переводчиц, профессор-славист Мичиганского университета Лидия Наумовна Паргмент стала инициатором этого издания. В общей же сложности произведения Веры Чаплиной опубликованы в переводах на более чем 40 языков (не менее 150 изданий).

## Фильмография
- «Потомок араба» — игровой фильм, киностудия Госкино, 1926, режиссёр Яков Морин, оператор Александр Гринберг, в эпизоде фильма снимался волк Арго, дрессировка Веры Чаплиной[42]
- «Господа Скотинины» — игровой фильм, киностудия Совкино, 1926, режиссёр Григорий Рошаль, операторы Николай Козловский и Давид Шлюглейт, в эпизоде фильма снимался волк Арго, дрессировка Веры Чаплиной[43]
- «Такая женщина» (другое название: Чужая) — игровой фильм, кинокомпания Межрабпом-Русь, 1927, режиссёр Константин Эггерт, оператор Луи Форестье, в эпизоде фильма снимался волк Арго, дрессировка Веры Чаплиной, она же снималась дублёршей героини в эпизоде нападения волка[43]
- «Волки (Охота на волков)» — научно-популярный фильм. Госвоенкино, 1928, режиссёр Владимир Королевич, операторы Игорь Гелейн и Николай Вихирев, в эпизодах фильма снимался волк Арго, дрессировка Веры Чаплиной[44]
- «Кинули» — научно-популярный фильм, 1 часть. Мостехфильм, 1935, режиссёр Борис Павлов, сценарист Вера Чаплина[45], оператор Андрей Глазов, музыкальное оформление Г. Березовский
- «Кинули дома у Чаплиной» — фрагмент сборника «Совкиножурнал» № 16, 1936 г., режиссёр Л. И. Степанова[46] (съёмки начала марта 1936 г. в комнате коммунальной квартиры, где львица Кинули жила в семье Чаплиной)
- «Похождения медвежонка» — детский короткометражный игровой фильм, кинофабрика Рот-Фронт, 1936, режиссёр Таиса Арусинская[47], сценарист Вера Чаплина, оператор Георгий Рейсгоф, композитор Михаил Раухвергер
- «Исследование инстинктов у хищников и млекопитающих» — научно-популярный фильм, 1 часть. Мостехфильм, 1939, режиссёр Борис Павлов, оператор Г. Трояновский, научный консультант Вера Чаплина[48]
- «Инстинкт в поведении животных» — научно-популярный фильм, 2 части. Мостехфильм, 1940, режиссёр Борис Павлов, сценарист Вера Чаплина[49], оператор Г. Трояновский
- «Хищники» — научно-популярный фильм, Мостехфильм, 1940, режиссёр Борис Светозаров, оператор Борис Фильшин, научный консультант Вера Чаплина[50]
- «Лесные путешественники» — мультфильм, Союзмультфильм, 1951, режиссёр Мстислав Пащенко, сценаристы Вера Чаплина и Георгий Скребицкий, оператор Михаил Друян
- «В лесной чаще» — мультфильм, Союзмультфильм, 1954, режиссёр Александр Иванов, сценаристы Вера Чаплина и Георгий Скребицкий, оператор Николай Воинов

## Диафильмы
- «Как вырастили львёнка без матери»[51] — 45 кадров. Фабрика № 5 треста Союзтехфильм, 1936, составители Вера Арнольд, Вера Чаплина
- «Проказы Кинули»[52] — 45 кадров. Фабрика № 5 треста Союзтехфильм, 1936, составители Вера Арнольд, Вера Чаплина
- «В зоопарке» — 48 кадров. Фабрика «Диафильм», Д-50-49, 1949, автор-составитель Вера Чаплина, фото: А. А. Томашевич
- «Малыши в зоопарке» — 26 кадров. Фабрика «Диафильм», Д-50-17, 1950, автор-составитель Вера Чаплина
- «Театр зверей» — 60 кадров (2 ч.). Фабрика «Диафильм», Д-97-50, 1950, автор-составитель Вера Чаплина, фото: Г. А. Троянский (об Уголке Дурова)
- «Медвежонок» — 40 кадров. Фабрика «Диафильм», Д-257-52, 1952, авторы-составители Вера Чаплина, Георгий Скребицкий, художник Пётр Репкин
- «Крылатый воспитанник» — 44 кадра. Фабрика «Диафильм», Д-65-53, 1953, авторы-составители Вера Чаплина, Георгий Скребицкий, художник Г. Бедарев
- «Беловежская пуща» — 45 кадров. Фабрика «Диафильм», Д-151-54, 1954, авторы-составители Вера Чаплина, Георгий Скребицкий

## Адреса в Москве
- 1908—1956 — Большая Дмитровка, 16 (в 1937—1993: Пушкинская, 16)[53];
- 1956—1957 — Трубниковский переулок, 26[54];
- 1957—1961 — Народная, 4[55];
- 1962—1994 — 2-я Аэропортовская, 16 (с 1969: Красноармейская, 27)[56][57].